# Euthanasie in de Verenigde Staten

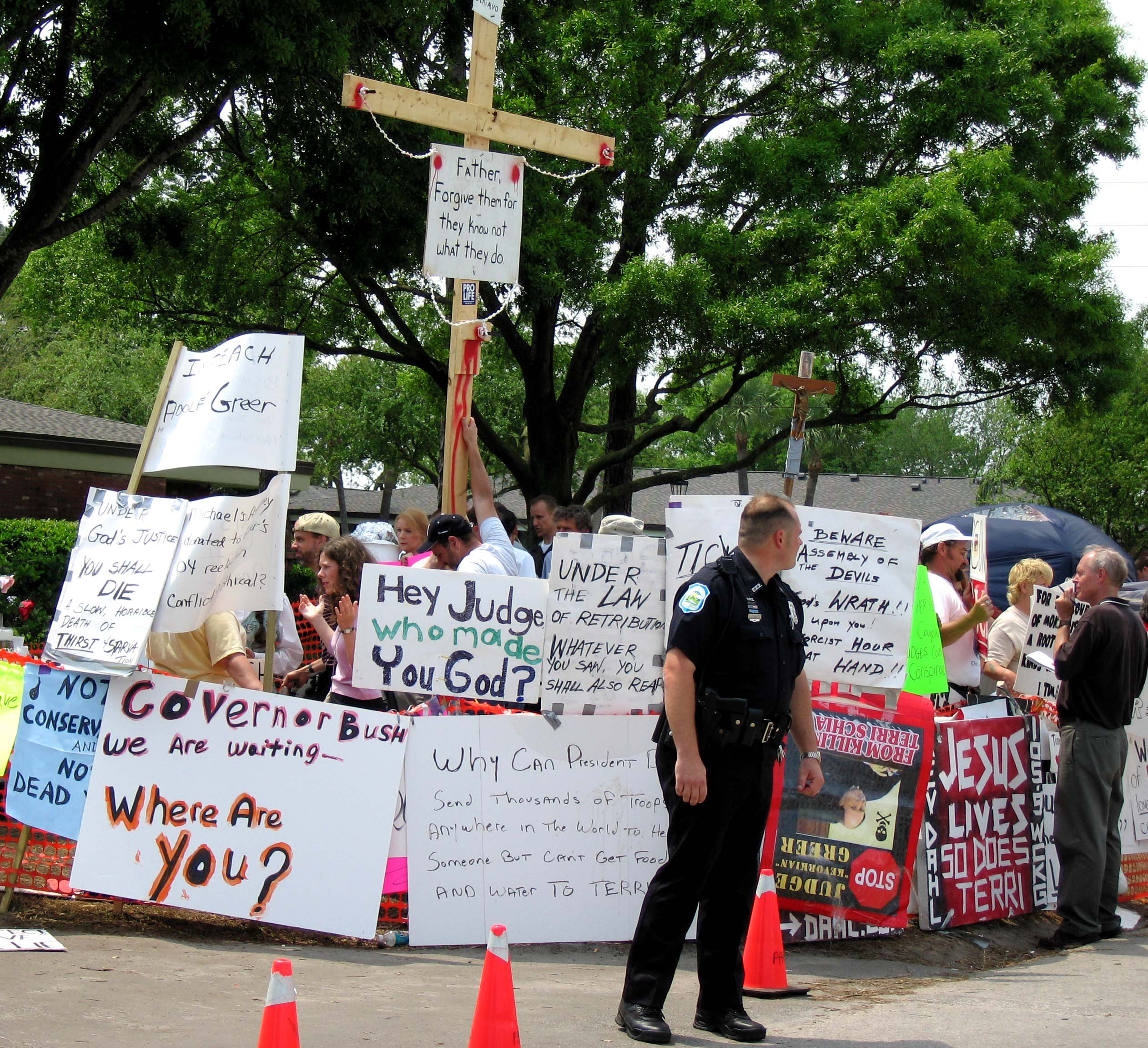
Amerikanen protesteren tegen de beslissing van de rechter dat Terri Schiavo het recht had te sterven.

In de Verenigde Staten van Amerika is euthanasie gelegaliseerd in de staten Montana, Oregon en Washington. Daar mogen artsen aan patiënten in bepaalde omstandigheden een barbituraat geven, waarmee snel en pijnloos zelfdoding kan worden gepleegd. De arts mag echter niet zelf de dood veroorzaken door het drankje toe te dienen.
De inwoners van Oregon keurden in 1994 de Death with Dignity Act (ORS 127.800-995) goed bij referendum. In 2003 werden in Oregon 42 mensen door artsen geholpen bij hun zelfdoding, oftewel 0,14 procent van de sterfgevallen in de staat dat jaar. Het is niet wettelijk vereist dat de arts bij het innemen van het barbituraat aanwezig is, maar in twaalf gevallen was dit wel zo. Na het innemen duurde het tussen de vijf minuten en achtenveertig uur voor dat de dood intrad. De meeste patiënten die hulp aanvroegen bij hun zelfdoding leden aan kanker.
In Florida ontstond in maart 2005 een hevig debat over euthanasie in die staat. De rechter bepaalde toen dat de 42-jarige comapatiënte Terri Schiavo, die sinds 1990 in vegetatieve staat verkeerde, het recht had om te sterven. Haar echtgenoot, Michael Schiavo, vond dat Terri dood beter af zou zijn; haar ouders waren het daar niet mee eens. De twee partijen vochten hun geschil uit voor de rechter, tot uiteindelijk definitief bepaald werd dat de voedingssonde van de vrouw verwijderd moest worden. Terri Schiavo overleed door versterving op 31 maart.